# Siodlarkowate
Siodlarkowate, siodlarki – grupa około 180 gatunków owadów prostoskrzydłych długoczułkowych o siodłowatym przedpleczu. Ich pozycja w systematyce jest dyskutowana. Są klasyfikowane w randze rodziny Ephippigeridae lub w obrębie rodziny pasikonikowatych (Tettigoniidae) w randze podrodziny Ephippigerinae lub plemienia Ephippigerini.
Rodzajem typowym jest Ephippiger. 
Siodlarki są owadami średnich rozmiarów. Mają mało skoczne i niezbyt długie odnóża, długie i lekko wygięte ku górze pokładełko. Ich pokrywy są silnie skrócone i zgrubiałe. Aparat strydulacyjny występuje u obu płci.
W Europie występuje ponad 60 gatunków, z których jeden został odnotowany na terenie Polski. Jest nim siodlarka stepowa (Ephippiger ephippiger).